# JCM
JCM, inicials de Joël Corroy Moto, fou un fabricant de motocicletes de trial francès, amb seu a Vesoul, que tingué activitat entre 1983 i 1986 com a empresa independent, i entre 1987 i 1990 com a propietat del grup industrial CAO.
Mentre romangué activa l'empresa vengué a França i arreu del món més de 1.000 motos, en el seu moment revolucionàries i avui preuades peces de col·leccionista.

## Història
L'empresa fou fundada per Joël Corroy a Vesoul, Franc Comtat, on aquest antic practicat de trial regentava (i encara regenta) un comerç de motocicletes. Enginyer brillant, Corroy concebé una màquina de trial moderna, amb suspensió posterior de mono-amortidor progressiu, un potent motor italià Tau i un xassís compacte força preparat per a futures millores. La JCM es mostrà extremadament competitiva de bon començament.
El 1983, Corroy fitxà com a pilot estrella de la nova marca al Campió de França i destacat competidor del mundial de trial Charles Coutard, qui per a demostrar les qualitats de la nova motocicleta la feu servir aquell mateix any per a pujar fins al segon pis de la Torre Eiffel.

### Començaments difícils
Malgrat haver creat un bon prototipus, la posada en producció fou complicada. Corroy abocà grans quantitats de diners i d'energia en el projecte, però la manca de subcontractistes competents portaren JCM a la fallida econòmica i el 1987 fou adquirida per Streif, proveïdor majorista de l'empresa de l'automòbil que s'havia associat amb Corroy.

### Desfeta comercial
JCM disposava doncs d'una bona inversió de capital i el suport del grup industrial CAO. Al Saló de París de 1989 la marca exposà una magnífica gamma de deu models amb els seus propis motors, disponibles en tres cilindrades i quatre preparacions. Malauradament, els resultats comercials no compensaren la gran quantitat de capital invertit. A més a més, simultàniament la competència començà a aplicar una sèrie d'innovacions d'alta tecnologia a les quals ni tan sols el model insígnia, el SR250, era incapaç de respondre-hi.
La desfeta fou total: a partir de 1990 JCM es veié abocada a muntar, sota comanda, motors catalans Gas Gas als seus xassissos.

## La JCM SR250
El model estrella de JCM fou la SR250 de 1989, molt lloada pels especialistes. Les seves característiques tècniques eren excel·lents, però malgrat tot no pogué fer-se un lloc dins el reduït cercle de fabricants de motocicletes de trial:
- Motor: 239 cc (71.3x60 mm) monocilíndric refrigerat per aigua
- Potència: 19 hp a 6.000 rpm
- Vàlvules: Dos temps; vàlvules d'admissió automàtiques
- Transmissió: 6 velocitats; per cadena
- Suspensions: Forquilla telescòpica (davant); braç oscil·lant (darrere)
- Frens: Discs Brembo (davant i darrere)
- Rodes: Pneumàtics sense cambra; 2.75×21 polzades (davant); 400×18 polzades (darrere)
- Pes: 86,183 kg (190 lliures)